# Skrova
Skrova (norw. Skrova) – grupa wysp oraz miejscowość znajdująca się w Norwegii w regionie Nordland, w gminie Vågan. Znajduje się u brzegów Morza Północnego, nad cieśniną Vestfjorden w pobliżu górskiego archipelagu Lofotów.
Zgodnie z danymi na 2016 rok, miejscowość zamieszkują 192 osoby. Na jednej z wysp Skrovy znajduje się latarnia morska zbudowana w 1922 roku. Położona jest tu również stacja meteorologiczna.

## Gospodarka
W swojej historii Skrova była ważnym ośrodkiem rybołówstwa oraz wielorybnictwa. Główną przyczyną było usytuowanie pośród wód wyjątkowo obfitujących w ryby (zwłaszcza udające się na tarło dorsze) oraz wieloryby jak również dogodne położenie naturalnie ukształtowanego portu. Pod koniec lat 80., wraz z prawnym ograniczaniem połowu wielorybów, znaczenie wioski zmalało. Nadal jednak znajduje się tu jeden z niewielu w Norwegii zakładów zajmujących się przetwórstwem wielorybów – Ellingsen Seafood. Obecnie, z racji malowniczego położenia oraz występowania zjawiska dnia polarnego, coraz ważniejszym źródłem dochodu wyspy staje się turystyka, m.in. zrewitalizowany były zakład rybny Aasjordbruket należący do malarza Hugo Aasjorda.

## Zdjęcia

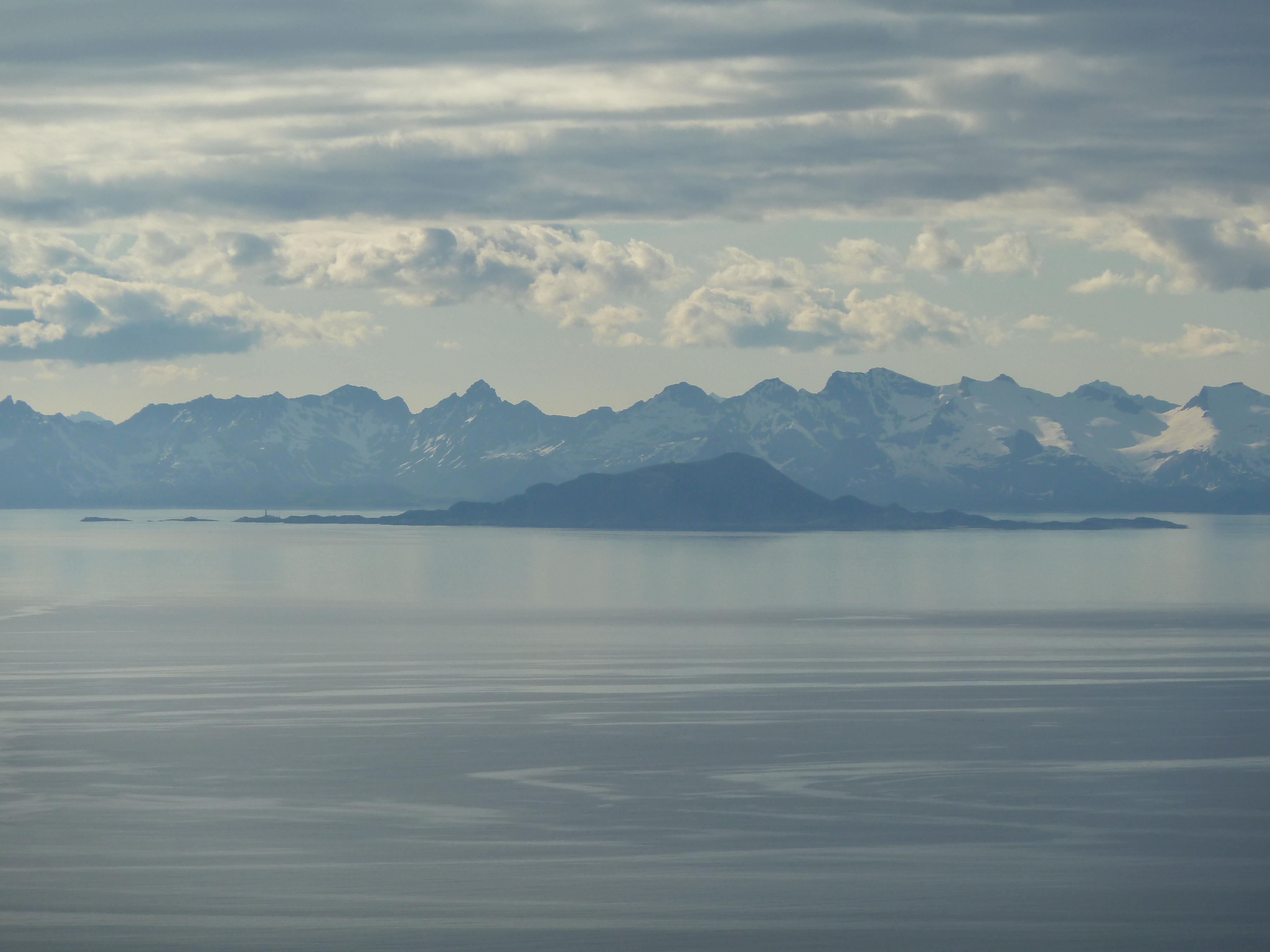
Widok na Skrovę
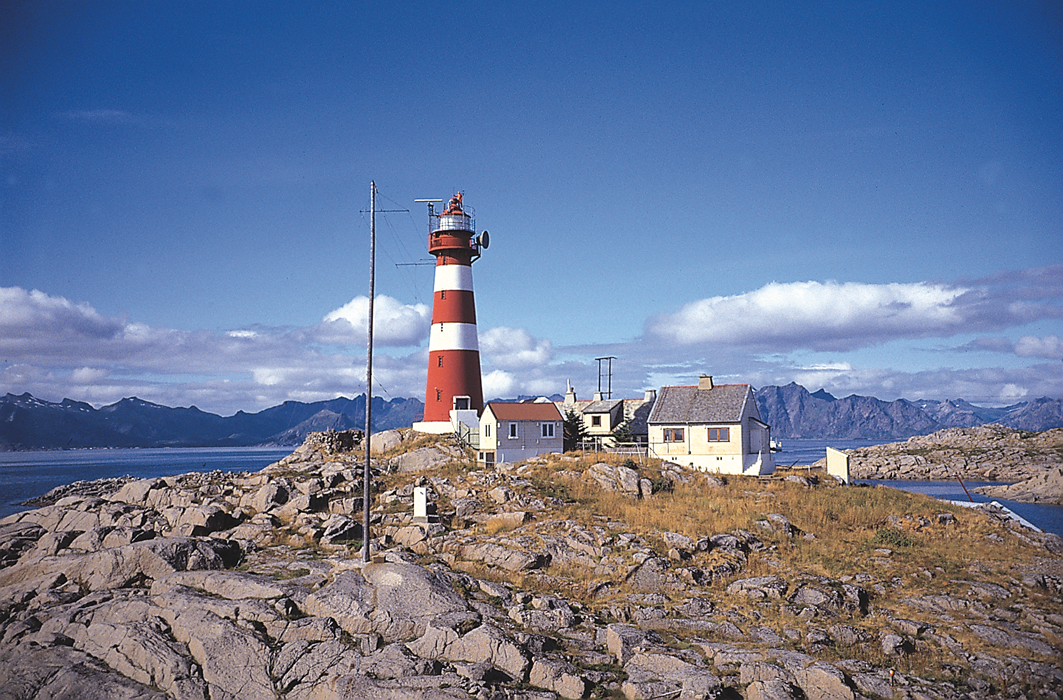
Latarnia morska
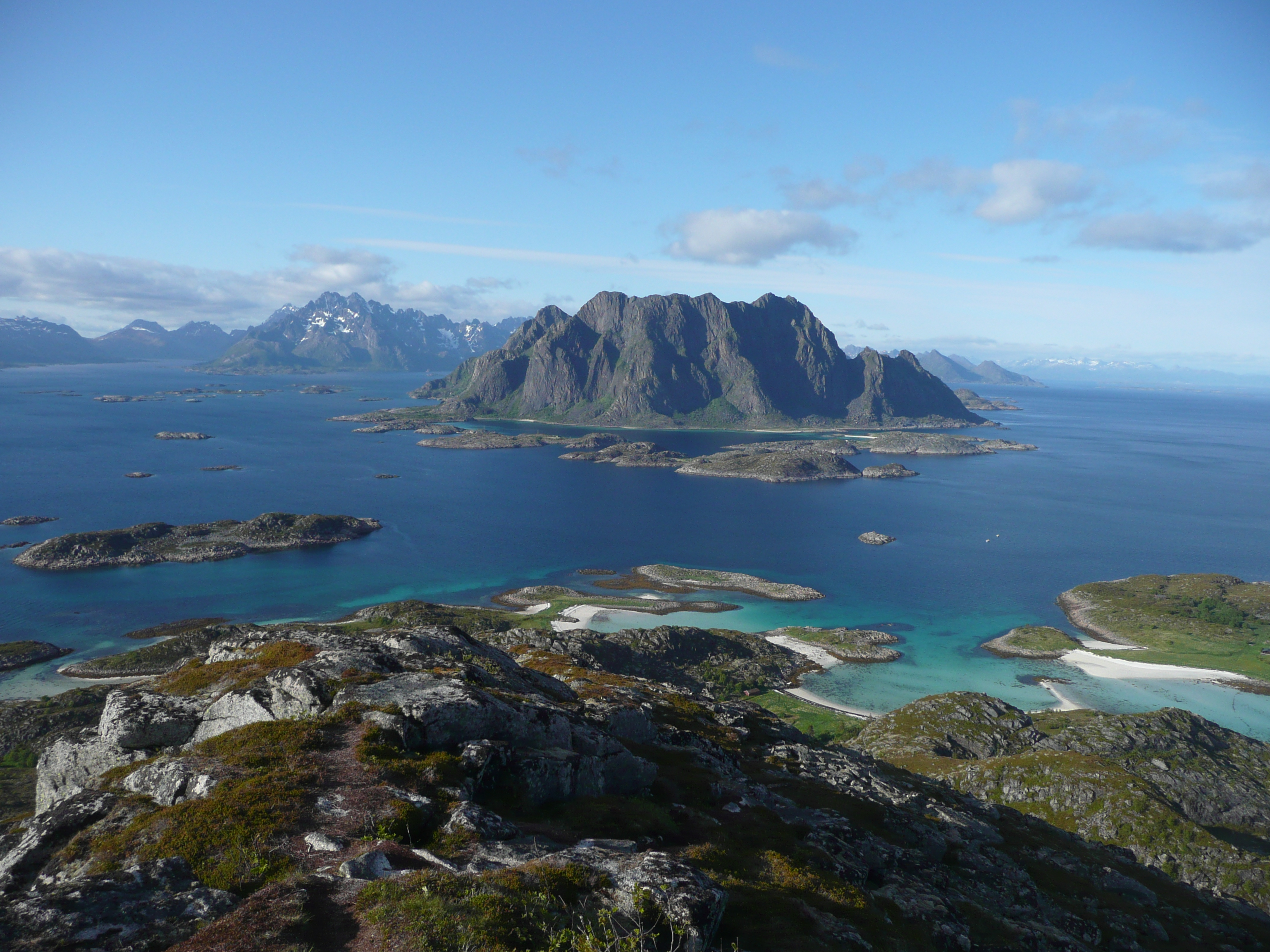
Panorama okolicy
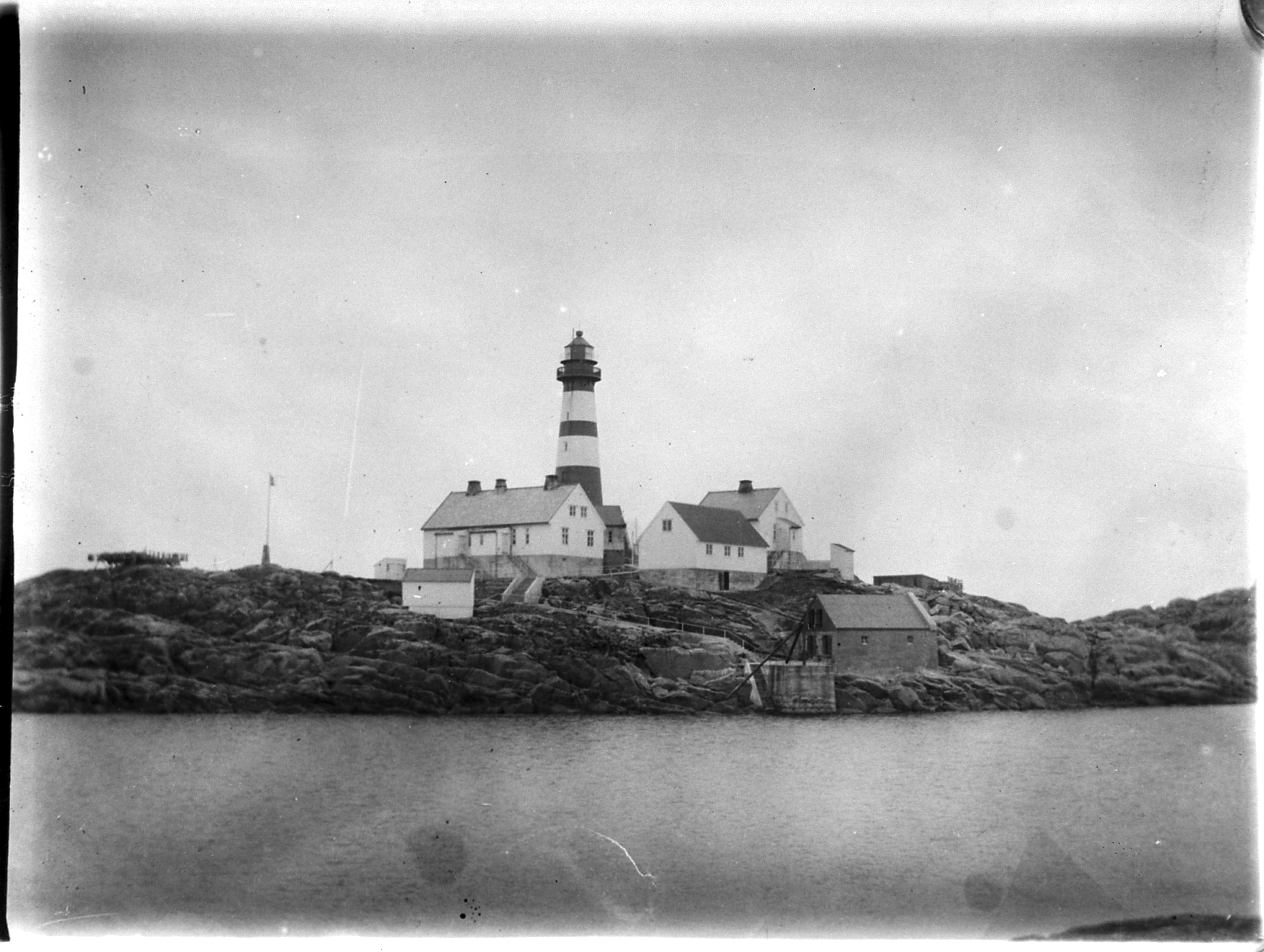
Latarnia morska dawniej